# أسل فونتانيسي
أسل فونتانيسي (الاسم العلمي: Juncus fontanesii) نوع نباتي يتبع جنس الأسل وينتمي إلى الفصيلة الأسلية.